# Festival Internacional de Documentários de Copenhague
O Festival Internacional de Documentários de Copenhague ou CPH:DOX é um evento anual de cinema documental, realizado em Copenhague, Dinamarca, desde 2003. Atualmente, o CPH:DOX é um dos mais importantes festivais europeus de documentários. Em 2019, teve 114 408 inscritos.
Todos os anos, o CPH: DOX exibe documentários de todo o mundo, nos cinemas de Copenhague. Os filmes estão divididos em sete programas regulares de competição, com júris internacionais e uma série de séries temáticas que abordam questões políticas e estéticas atuais. Na edição de 2022, por exemplo, foram programados filmes  que procuram oferecer novas perspectivas sobre a verdade, na Rússia e na Ucrânia. A programação inclui tanto filmes de diretores consagrados quanto títulos  de novos talentos praticamente desconhecidos.
Em 2015, Olmo e a Gaivota, da brasileira Petra Costa e da dinamarquesa Lea Glob, obteve o Best Nordic Dox Award, do CPH:DOX.
Em 2022, o filme brasileiro O Território, de Alex Pritz, produzido pelos cineastas Darren Aronofsky e Sigrid Dyekjaer, em co-produção com o povo indígena Uru-eu-wau-wau, ganhador dos Prêmios Especial do Júri de Obra Documental e do Público de Documentário, na categoria internacional, no Festival Sundance de Cinema, recebeu menção especial do júri na categoria F:ACT no CPH:DOX. O filme retrata a reação dos indígenas contra a ameaça de desmatamento em seu território, invadido por posseiros e agricultores.